# 安部芳裕
安部 芳裕（あべ よしひろ、1964年 - ）は、日本の社会活動家、作家。あべよしひろの表記を使うこともある。

## 経歴
神奈川県横須賀市出身。関東学院大学文学部卒業。
地域通貨（コミュニティ通貨）を利用した相互扶助グループ「レインボーリング」（1999年）の創始者。
レインボーリングは環境保護団「レインボー・パレード」（現・NPOレインボー）を母胎とする。
講演や体験型ワークショップを全国の自治体・商店街・商工会・大学・NPO・NGOなどで数多く行い、その実践もサポートしてきたが、現在は地域通貨には関わっていない。
2002年(平成14年)5月からオーガニックカフェ&レストラン アリエルダイナー店長 〜2006年(平成18年1月閉店)
平成24年8月 ZOZO TOWNの創業者、前澤友作氏の支援を受けて、（株）サスティナブル経済研究所代表取締役就任
平成27年7月 （株）サスティナブル経済学研究所退社
2007年4月にロスチャイルド家をはじめとする国際金融資本に対抗するネットワーク「反ロスチャイルド同盟」を立ち上げるが、現在活動休止中。
執筆、講演等で持続可能な自立型経済の構築をテーマに情報発信している。
2009年8月、『金融崩壊後の世界』共著者である佐々木重人がみんなの党から第45回衆議院議員総選挙に出馬した際に応援した。
この時、佐々木重人の掲げた政策は以下の二つ。
- 日本銀行(日銀)を廃止し、通貨を日本政府が発行することで、通貨発行権を国民の手に取り戻し、お金の問題の根本的解決を図る。

- ベーシックインカムを制度化し、すべての国民に月額最低8万円所得を確保することで、国民の失業の不安を完全になくする。

2012年3月からプロジェクト99％を立ち上げ、「99％の人のための社会を創ろう」と活動している。
2015年3月、「TPP交渉差止・違憲訴訟の会」の呼びかけ人の一人。
山本太郎参議院議員の推薦を受けて、2015年11月 参議院国会議員政策担当秘書選考採用審査認定試験合格。

## 著書

### 単著
- 『おかねの幸福論～ベーシックインカム編』
- 『世界超恐慌の正体』
- 『知らない方が幸せかもしれない 原発大震災の超ヤバイ話』
- 『原発震災後の日本の行方～知られざるTPPの真実』
- 『みんなが幸せになるお金の話』
- 『国際銀行家たちの地球支配/管理のしくみ』
- 『これがロスチャイルドが知って隠した金融システムの全貌だ』
- 『金融のしくみは全部ロスチャイルドが作った』
- 『ボクらの街のボクらのお金 自分たちのお金をつくろう!』
- 『日本人が知らない恐るべき真実』

### 共著
- 『金融崩壊後の世界 資本主義というマトリックスからの脱却』(文芸社)佐々木重人氏との共著
- 『だれでもわかる地域通貨入門 未来をひらく希望のお金』共著
- 『なるほど地域通貨ナビ』共著
- 『嘘まみれ世界金融の「超」最大タブー』共著